# St. Moritz
St. Moritz (németül: Sankt Moritz, rétorománul: San Murezzan) város Svájc délkeleti részén, Graubünden kanton Maloja kerületében.

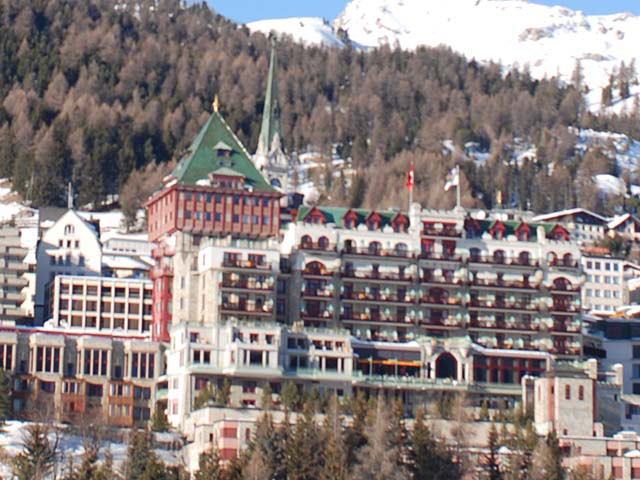
Palace Hotel

St. Moritz az Alpok 12 leghíresebb síterepét egyesítő Best of the Alps szövetségnek a tagja. Az Inn felső folyása mentén, az Engadin völgyben elhelyezkedő település, a St. Moritz-tó partjára épült. A város két részre oszlik, a tó felett, teraszszerűen, 1853 méter magasságban elterülő St. Moritz-Dorf-ra valamint a tó partján húzódó St. Moritz-Bad-ra. St. Moritz-Dorf–ban az egykori falu szinte elvész a hatalmas szállodák, sportpályák között, csak ősi román templomának maradványa, a ferde Schiefer Turn emlékeztet rá. A jelentős turistaközpontban az ide érkezők számos kikapcsolódási lehetőség közül választhatnak, a sí és jégpályákon kívül golffal, tenisszel, lovaglással és vitorlázással tölthetik el idejüket. St. Moritz-Bad elsősorban gyógyhely, nagy szanatóriumokkal, fürdőintézetekkel. Szénsavas, vastartalmú gyógyvizét már az ókorban használták. Az egyik forrásnál (Mauritius-Quelle) rekonstruálták egy bronzkorszakbeli létesítmény maradványait, eredetije az Engadiner Museum termeiben tekinthető meg. A településről sikló visz fel a 2488 méter magasan fekvő Corviglia-kilátóhoz, ahonnan nemcsak a völgy tekinthető át, hanem az e mögött elterülő Bernina-hegyrendszer égbetörő csúcsai is.

## Történelem
A régiót az ókorban etruszkok népesítették meg, akik Krisztus előtt 587-ben Rhaetus vezérlete alatt vándoroltak be. A rómaiak szintén eljutottak Svájc e részeibe. A középkorban Chur püspökei voltak a vidék urai, akik az uralmat kénytelenek voltak megosztani Tirol grófjaival. A német birodalmi hatalom gyengülésével a XIV. században a vidék lakói függetlenségük megóvása végett, szövetséget kötöttek. 1499-ben I. Miksa a Habsburg birodalomhoz akarta csatolni ezt a területet is, de a Calven mellett vívott csatában vereséget szenvedtek a hadai és a császár a bázeli békében (1499. november 22.) hódításáról kényszerült lemondani.
1928-ban és 1948-ban téli olimpiai játékok helyszíne volt a kis alpesi település.

## Látnivalók
- Engadiner Museum - folklorisztikus emlékeket és régi szobaberendezéseket mutat be.
- Segantini-múzeum - az alpesi tájak legnagyobb festőjének, Giovanni Segantini műveit, köztük a híres, befejezetlen hármas képét (Werden-Sein-Vergehen) mutatja be.

## Testvérvárosok
- Kuccsan, Japán
- Westerland, Németország